# Theresienstadt
|  | Per la ciutat, vegeu Terezín |

El camp de concentració de Theresienstadt va ser instal·lat pels nazis en aquesta ciutat, que avui duu el nom de Terezín i està actualment situada a Txèquia, uns 60 quilòmetres al nord de Praga.

## Memorial
El Memorial de Terezín va ser creat pel govern de l'antiga Txecoslovàquia l'any 1947, i va convertir-se en l'única institució dedicada a la preservació de la memòria de les víctimes de la persecució política i racial duta a terme pels nazis durant l'ocupació de Txèquia. Per complir aquest objectiu, aquest espai organitza exposicions, promou activitats educatives i vetlla per donar a conèixer els llocs relacionats amb el sofriment de milers de víctimes de la violència nazi. Membre de la Coalició Internacional d'Espais de Consciència (www.sitesofconscience.org).

## Història
En tots els països envaïts per l'Alemanya de Hitler els jueus eren sistemàticament perseguits, i el mateix va passar a Txèquia. La ciutat de Terezín fou un clar exemple de les mesures antijueves aplicades pels alemanys. A Terezín es creà un ghetto que arribà a allotjar fins a 144.000 presoners jueus. El destí de la majoria d'homes, dones i nens que hi entraren fou la deportació a camps d'extermini, i menys de 4.000 persones van aconseguir sobreviure a la barbàrie. El 1940 la fortalesa de Terezín també va ser convertida pels nazis en presó per a tots els dissidents del règim i es calcula que uns 2.500 presoners van morir-hi víctimes d'execucions i tortures.
El 3 de maig de 1945, el control del camp va ser transferit pels alemanys a la Creu Roja. Pocs dies més tard, el 8 de maig de 1945, l'Exèrcit soviètic entrava a Theresienstadt. Entre el gener i maig de 1945 romangué empresonat en aquest camp el filòsof Karel Kosík.